# RAF Cosford
Cosford Royal Air Force Base är en flygbas i Storbritannien.   Den ligger i grevskapet Shropshire i riksdelen England, i den södra delen av landet, 190 km nordväst om huvudstaden London. Cosford Royal Air Force Base ligger 82 meter över havet.
Terrängen runt Cosford Royal Air Force Base är platt. Runt Cosford Royal Air Force Base är det tätbefolkat, med 257 invånare per kvadratkilometer. Närmaste större samhälle är Wolverhampton, 13,7 km öster om Cosford Royal Air Force Base. Trakten runt Cosford Royal Air Force Base består till största delen av jordbruksmark.